# Szpital Świętej Rodziny w Nazarecie
Szpital Świętej Rodziny w Nazarecie (hebr. בית החולים המשפחה הקדושה; arab. مستشفى العائلة المقدسة; wł. Ospedale Sacra Famiglia; ang. Holy Family Hospital Nazareth; nazywany także Włoski Szpital) – szpital położony w mieście Nazaret na północy Izraela.

## Historia
W 1540 w Hiszpanii powstał katolicki zakon bonifratrów, którego celem była opieka nad chorymi. W 1882 jego austriacki oddział utworzył w Nazarecie nowy szpital. Początkowo był to szpital posiadający jedynie ambulatorium do przyjmowania chorych. W 1884 wybudowano obecny budynek klasztoru z kościołem, oraz przyległy do nich szpital (posiadał on wówczas cztery łóżka dla pacjentów). W 1893 z powodu braku środków finansowych i chorób mnichów, szpital zamknięto. W 1899, gdy ponownie go otworzono, szpital posiadał 30 łóżek. Podczas I wojny światowej szpital został w 1915 zajęty przez władze osmańskie i przekształcony w szpital wojskowy. Pod koniec 1917 urządzono w nim niemiecki szpital polowy nr 213. Zmarło tutaj 51 niemieckich żołnierzy, których pochowano na cmentarzu żołnierzy niemieckich obok szpitala. W 1918 zezwolono zakonnikom powrócić do szpitala, mogli oni jednak otworzyć jedynie ambulatorium i aptekę. Gdy w 1939 wybuchła II wojna światowa, tutejsi zakonnicy zostali internowani przez władze Brytyjskiego Mandatu Palestyny, a szpital przekształcono w szpital wojskowy. W 1945 trzęsienie ziemi na tyle poważnie uszkodziło budynki, że po zakończeniu wojny zakonnicy nie mogli tutaj powrócić. Podczas I wojny izraelsko-arabskiej w 1948 w budynku schroniło się 60 arabskich rodzin. W 1952 mnisi powrócili do szpitala, który znajdował się w fatalnym stanie. Po zgromadzeniu środków przystąpiono do remontu. W 1963 w jednym z budynków dobudowano drugie piętro, powiększając w ten sposób liczbę łóżek do 50. W 1974 wybudowano nowe budynki przychodni lekarskich oraz ambulatorium. W 1980 jeden ze starych budynków rozebrano, budując na jego miejscu nowe skrzydło szpitalne ze 105 łóżkami. Na samym początku intifady Al-Aksa, w ciągu czterech dni października 2000 szpital przyjął 160 pacjentów z ranami postrzałowymi. Pogorszenie się sytuacji finansowej spowodowało zatrzymanie w 2001 dalszej rozbudowy szpitala. Pomimo to w 2002 otworzono nowy blok mammografii oraz rozbudowano izbę przyjęć. Podczas II wojny libańskiej w 2006 szpital przyjął 72 rannych pacjentów.

## Oddziały szpitalne
Szpital posiada następujące oddziały medyczne: szpitalny oddział ratunkowy, anestezjologia, geriatria, interna, ginekologia i położnictwo, pulmonologia, pediatria, onkologia, ortopedia, chirurgia i urologia. Dodatkowo przy szpitalu znajdują się przychodnie szpitalne w specjalnościach: alergologia, kardiologia, ginekologia, hepatologia, nefrologia, neurologia, psychogeriatria i chirurgia.
Szpital współpracuje z Wydziałem Medycznym Uniwersytetu Bar-Ilana w Safedzie.